# Bầu cử liên bang Đức 2017
Bầu cử liên bang được tổ chức ở Đức vào ngày 24 tháng 09 năm 2017 để bầu cử các thành viên Quốc hội Liên bang Đức lần thứ 19. 
Quốc hội Liên bang (Bundestag) sẽ bầu cử một thủ tướng từ đa số phiếu ủng hộ để hình thành chính phủ mới.
Liên minh Dân chủ Kitô giáo Đức/Liên minh Xã hội Kitô giáo Bayern (CDU/CSU), lãnh đạo bởi bà Angela Merkel, dẫn trước Đảng Dân chủ Xã hội Đức (SPD) trong cuộc bỏ phiếu bầu cử Liên bang Đức năm 2017.